# Vorea Ujko
Vorea Ujko (1918-1989), seudónimo de Domenico Bellizzi está entre los más populares y respetados poetas arbëresh (italoalbaneses) de Calabria. Ujko fue un modesto sacerdote de Frascineto (alb. Frasnita) en Calabria, que enseñaba literatura moderna en Firmo (alb. Firma), donde su memoria ha sido conservada con cariño desde su muerte en un accidente de coche en enero de 1989.
El verso de Ujko, una refinada expresión del ser arbëresh, ha sido publicado en muchos periódicos y antologías, así como en siete colecciones, cuatro publicadas en Italia, dos en Albania y una en Kosovo. Es un poeta con una rica tradición, es el digno heredero de los grandes poetas arbëresh del siglo XIX Girolamo de Rada (1814-1903) y Giuseppe Serembe (1844-1901), que admiraba profundamente. Su verso está íntimamente ligado a la experiencia arbëresh, imbuido con el gjaku i shprishur (la sangre dispersa).
A pesar de la falta del prolongado sentimiento de nacionalismo romántico tan común en la poesía albanesa y de los motivos habituales de la lírica del exiliado, la poesía Ujko no deja de mostrar la fuerza de su compromiso con la cultura de sus ancestros balcánicos a pesar de los quinientos años en el dheu i huaj (país extranjero).
Sus colecciones de versos incluyen:
- Zgjimet e gjakut (El despertar de la sangre);
- Kosovë (Kosovo), Cosenza 1973
- Mote moderne (Tiempos modernos), Schiavonea 1976 ;
- Ankth (Angustia), Pristina 1979 ;
- Stinët e mia (Mis estaciones), Corigliano Calabro Stazione 1980;
- Këngë arbëreshe (Canciones arbëresh), Tirana 1982 ;
- Burimi (La fuente), Tirana 1985 ;
- Hapma derën, zonja mëmë (Abre la puerta, madre), Tirana 1990 .